# Közönséges kutyacápa
A közönséges kutyacápa (Galeorhinus galeus) a porcos halak (Chondrichthyes) osztályába, a kékcápaalakúak (Carcharhiniformes) rendjébe, azon belül a nyestcápafélék (Triakidae) családjába és a Galeorhininae alcsaládba tartozó Galeorhinus nem egyetlen faja.

## Előfordulása
A világon mindenütt megtalálható a szubtrópusi tengerekben, 550 m mélységig.

## Megjelenése
Testhossza 200 centiméter.